# Elikya Legros
Pour les articles homonymes, voir Legros.
Elikya Legros, né le 6 juin 2008 à Rouen, est un footballeur français qui joue au poste de défenseur central à l'AJ Auxerre.

## Biographie

### Carrière en club
Né à Rouen en France, Elikya Legros est formé par le FC Rouen puis l'AJ Auxerre, où il s'illustre d'abord en équipes de jeunes avec le club de championnat de France,. 
Lors de la saison 2024-2025 Legros intègre à plein temps l'effectif des moins de 19 ans qui jouent leur première Youth League, et atteignent les demi-finales de la Coupe Gambardella, où il ne s'inclinent qu'aux tirs au but face aux futurs vainqueurs, le Stade rennais de Kader Meïté.
Début 2025, il commence aussi à jouer avec l'équipe reserve qui joue en National 3,,.

### Carrière en sélection
Elikya Legros est international junior avec l'équipe de France des moins de 17 ans à partir de février 2025.
Il est convoqué avec l'équipe de France des moins de 17 ans pour participer au Championnat d'Europe des moins de 17 ans qui a lieu en mai et juin 2025,. La France atteint la finale de la compétition après sa victoire face à la Belgique (3-2),.

## Palmarès
France -17 ans
- Championnat d'Europe
  - Finaliste en 2025